# Abrawayaomys ruschii
Abrawayaomys ruschii (Cunha & Cruz, 1979) è un roditore della famiglia dei Cricetidi endemico del Brasile.

## Descrizione

### Dimensioni
Roditore di piccole dimensioni, con la lunghezza della testa e del corpo tra 116 e 135 mm, la lunghezza della coda tra 85 e 116 mm, la lunghezza del piede tra 29 e 32 mm, la lunghezza delle orecchie tra 16 e 20 mm e un peso fino a 55 g.

### Aspetto
La pelliccia è corta e densa, particolarmente spinosa sulla schiena e la groppa. Le parti dorsali sono giallo-grigiastre con la base dei peli grigia, i peli spinosi sono giallastri con l'estremità nerastra, mentre le parti ventrali sono più chiare con la base dei peli grigiastra. La testa è robusta, le vibrisse sono lunghe e sottili. Le orecchie sono relativamente grandi ed arrotondate, rivestite di corti peli scuri nella superficie interna e prive di peli su quella esterna. Le zampe sono biancastre, hanno lunghe dita e corti artigli parzialmente nascosti da ciuffi di peli chiari, i piedi sono lunghi e sottili. La coda è leggermente più corta della testa e del corpo e termina con un ciuffo di lunghi peli marroni scuri.

## Biologia

### Comportamento
È una specie terricola.

## Distribuzione e habitat
Questa specie è conosciuta soltanto negli stati brasiliani sud-orientali di Espírito Santo, San Paolo, Minas Gerais, Santa Catarina e Rio de Janeiro.
Vive nelle foreste atlantiche e in boschi di Bambù.

## Conservazione
La IUCN Red List, considerato il vasto areale, la popolazione presumibilmente numerosa , classifica A.ruschii come specie a rischio minimo (Least Concern).